# Co robimy w ukryciu (serial telewizyjny)
Co robimy w ukryciu (ang. What We Do in the Shadows) – amerykański serial telewizyjny (komedia grozy) wyprodukowany przez XP, Two Canoes Pictures oraz 343 Incorporated, który jest luźną adaptacją  filmu Taiki Waititi o tym samym tytule z 2014 roku. Miejsce akcji serii zostało przeniesione w stosunku do oryginału - z Nowej Zelandii do USA. Serial jest emitowany od 27 marca 2019 przez FX.
Serial opowiada o losach czwórki wampirów i ich sługi, mieszkających na Staten Island w Nowym Jorku, przedstawiając je w formie mockumentu.

## Fabuła
Nandor, Laszlo i Nadja to trójka wiekowych wampirów, która przeniosła się do Nowego Jorku - dokładniej na Staten Island, w miejsce ciche, spokojne, w którym nikt ich nie podejrzewa o bycie bezwzględnymi krwiopijcami. Mieszkają razem z Colinem Robinsonem, nielubianym przez nich wampirem energetycznym, i z ich wiernym sługą Guillermem, który dba o to, by nikt nie dowiedział się o tym co dzieje się w starym domu, w którym tylko po zmroku zdaje się ktoś mieszkać. To on znajduje ofiary, pierze zakrwawione prześcieradła, pilnuje by nikogo nie dosięgło słońce - choć z biegiem czasu ma coraz więcej sekretów przed swoim panem, takie jak swój rodowód. Ich życie zakłóca przybycie starożytnego wampira - Barona Afanasa - który postanowił sprawdzić, czy udało im się przejąć kontrolę nad USA.

## Obsada

### Główna
- Kayvan Novak jako Nandor the Relentless
- Matt Berry jako Laszlo Cravensworth
- Natasia Demetriou jako Nadja
- Harvey Guillén jako Guillermo
- Mark Proksch jako Colin Robinson[2]

### Role drugoplanowe
- Doug Jones jako Baron Afanas[2]
- Jake McDorman jako Jeff Suckler[2]
- Beanie Feldstein jako Jenna
- Anthony Atamanuik jako Sean
- Veronika Slowikowska jako Shanice
- Nick Kroll jako Simon the Devious
- Kristen Schaal jako The Guide
- Vanessa Bayer jako Evie Russell
- Chris Sandiford jako Derek

### Role gościnne
Gościnnie pojawili się m.in. aktorzy grający wcześniej wampiry:
- Paul Reubens (Buffy: Postrach wampirów),
- Evan Rachel Wood (Czysta krew),
- Danny Trejo (Od zmierzchu do świtu),
- Tilda Swinton (Tylko kochankowie przeżyją),
- Wesley Snipes (półwampir Blade),
- Taika Waititi, Jemaine Clement i Rhys Darby powtórzyli swoje role z filmu Co robimy w ukryciu, na którym bazuje serial.

## Odcinki
| Sezon | Odcinki | Oryginalna emisja w FX | Oryginalna emisja w FX |
| Sezon | Odcinki | Premiera sezonu        | Finał sezonu           |
| ----- | ------- | ---------------------- | ---------------------- |
| 1     | 10      | 27 marca 2019          | 29 maja 2019           |
| 2     | 10      | 15 kwietnia 2020       | 10 czerwca 2020        |
| 3     | 10      | 2 września 2021        | 28 października 2021   |
| 4     | 10      | 12 lipca 2022          | 6 września 2022        |
| 5     | 10      | 13 lipca 2023          | 31 sierpnia 2023       |
| 6     | 11      | 21 października 2024   | 16 grudnia 2024        |

### Sezon 1 (2019)
| Nr | #  | Tytuł                | Reżyseria       | Scenariusz                                                    | Premiera w FX    |
| -- | -- | -------------------- | --------------- | ------------------------------------------------------------- | ---------------- |
| 1  | 1  | Pilot                | Taika Waititi   | Jemaine Clement                                               | 27 marca 2019    |
| 2  | 2  | City Council         | Jemaine Clement | Paul Simms                                                    | 3 kwietnia 2019  |
| 3  | 3  | Werewolf Feud        | Jemaine Clement | Josh Lieb                                                     | 10 kwietnia 2019 |
| 4  | 4  | Manhattan Night Club | Jemaine Clement | Tom Scharpling                                                | 17 kwietnia 2019 |
| 5  | 5  | Animal Control       | Jackie van Beek | Duncan Sarkies                                                | 24 kwietnia 2019 |
| 6  | 6  | Baron's Night Out    | Jackie van Beek | Iain Morris                                                   | 1 maja 2019      |
| 7  | 7  | The Trial            | Taika Waititi   | Jemaine Clement                                               | 8 maja 2019      |
| 8  | 8  | Citizenship          | Jason Woliner   | Stefani Robinson                                              | 15 maja 2019     |
| 9  | 9  | The Orgy             | Jason Woliner   | Marika Sawyer                                                 | 22 maja 2019     |
| 10 | 10 | Ancestry             | Taika Waititi   | Jemaine Clement, Stefani Robinson, Tom Scharpling, Paul Simms | 29 maja 2019     |

### Sezon 2 (2020)
| Nr | #  | Tytuł                        | Reżyseria       | Scenariusz                                | Premiera w FX    |
| -- | -- | ---------------------------- | --------------- | ----------------------------------------- | ---------------- |
| 1  | 11 | Resurrection                 | Kyle Newacheck  | Marika Sawyer                             | 15 kwietnia 2020 |
| 2  | 12 | Ghosts                       | Kyle Newacheck  | Paul Simms                                | 15 kwietnia 2020 |
| 3  | 13 | Brain Scramblies             | Kyle Newacheck  | Jake Bender, Zach Dunn                    | 22 kwietnia 2020 |
| 4  | 14 | The Curse                    | Liza Johnson    | Sarah Naftalis                            | 29 kwietnia 2020 |
| 5  | 15 | Colin's Promotion            | Jemaine Clement | Shana Gohd                                | 6 maja 2020      |
| 6  | 16 | On the Run                   | Yana Gorskaya   | Stefani Robinson                          | 13 maja 2020     |
| 7  | 17 | The Return                   | Jemaine Clement | Jemaine Clement                           | 20 maja 2020     |
| 8  | 18 | Collaboration                | Yana Gorskaya   | Sam Johnson, Chris Marcil                 | 27 maja 2020     |
| 9  | 19 | Witches                      | Kyle Newacheck  | William Meny                              | 3 czerwca 2020   |
| 10 | 20 | Nouveau Théâtre des Vampires | Kyle Newacheck  | Sam Johnson, Stefani Robinson, Paul Simms | 10 czerwca 2020  |

### Sezon 3 (2021)
| Nr | #  | Tytuł                    | Reżyseria      | Scenariusz                                               | Premiera w FX        |
| -- | -- | ------------------------ | -------------- | -------------------------------------------------------- | -------------------- |
| 1  | 21 | The Prisoner             | Kyle Newacheck | Paul Simms                                               | 2 września 2021      |
| 2  | 22 | The Cloak of Duplication | Yana Gorskaya  | Sam Johnson i Chris Marcil                               | 2 września 2021      |
| 3  | 23 | Gail                     | Kyle Newacheck | Marika Sawyer                                            | 9 września 2021      |
| 4  | 24 | The Casino               | Yana Gorskaya  | Sarah Naftalis                                           | 16 września 2021     |
| 5  | 25 | The Chamber of Judgement | Kyle Newacheck | William Meny                                             | 23 września 2021     |
| 6  | 26 | The Escape               | Yana Gorskaya  | Jake Bender, Zach Dunn                                   | 30 września 2021     |
| 7  | 27 | The Siren                | Yana Gorskaya  | Shana Gohd                                               | 7 października 2021  |
| 8  | 28 | The Wellness Center      | Yana Gorskaya  | Stefani Robinson                                         | 14 października 2021 |
| 9  | 29 | A Farewell               | Tig Fong       | Sam Johnson, Stefani Robinson, Marika Sawyer, Paul Simms | 21 października 2021 |
| 10 | 30 | The Portrait             | Yana Gorskaya  | Sam Johnson, Stefani Robinson, Paul Simms, Lauren Wells  | 28 października 2021 |

### Sezon 4 (2022)
| Nr | #  | Tytuł             | Reżyseria      | Scenariusz                                              | Premiera w FX    |
| -- | -- | ----------------- | -------------- | ------------------------------------------------------- | ---------------- |
| 1  | 31 | Reunited          | Yana Gorskaya  | Stefani Robinson i Paul Simms                           | 12 lipca 2022    |
| 2  | 32 | The Lamp          | Yana Gorskaya  | Wally Baram i Aasia LaShay Bullock                      | 12 lipca 2022    |
| 3  | 33 | The Grand Opening | Kyle Newacheck | Sam Johnson i Chris Marcil                              | 19 lipca 2022    |
| 4  | 34 | The Night Market  | Yana Gorskaya  | William Meny i Paul Simms                               | 26 lipca 2022    |
| 5  | 35 | Private School    | Kyle Newacheck | Ayo Edebiri i Shana Gohd                                | 2 sierpnia 2022  |
| 6  | 36 | The Wedding       | Tig Fong       | Sam Johnson, Sarah Naftalis, Marika Sawyer i Paul Simms | 9 sierpnia 2022  |
| 7  | 37 | Pine Barrens      | Yana Gorskaya  | Sarah Naftalis                                          | 16 sierpnia 2022 |
| 8  | 38 | Go Flip Yourself  | Yana Gorskaya  | Marika Sawyer                                           | 23 sierpnia 2022 |
| 9  | 39 | Freddie           | DJ Stipsen     | Jake Bender i Zach Dunn                                 | 30 sierpnia 2022 |
| 10 | 40 | Sunrise, Sunset   | Kyle Newacheck | Paul Simms                                              | 6 września 2022  |

## Produkcja
Na początku lutego 2018 roku, ogłoszono, że Doug Jones, Jake McDorman i Mark Proksch dołączyli do obsady.
3 maja 2018, stacja FX ogłosiła zamówienie pierwszego sezonu, natomiast 7 maja 2019 powiadomiła o przedłużeniu serialu o drugi sezon.
W 2022 roku FX przedłużyło serial po raz ostatni, o piąty i szósty sezon.

## Odbiór

### Reakcja krytyków
Serial spotkał się z dobrą reakcją krytyków. W agregatorze recenzji Rotten Tomatoes, ogólny wynik serialu wyniósł 96%, a w agregatorze Metacritic, 83 punkty na sto. Z kolei w polskim agregatorze Mediakrytyk, średnia ocen wyniosła 8,0 na 10.